# Смъртта на Сократ
Смъртта на Сократ (на френски: La Mort de Socrate) е картина на историческа тема на Жак-Луи Давид от 1787 г., намираща се в Музей на изкуството „Метрополитън“, Ню Йорк.

## История на създаването

### Съдебен процес и смърт
Позицията на Сократ по време на диктаторския режим, въведен от тридесетте тирани, е двусмислена: той одобрява формата на управление, но осъжда вършените несправедливости и престъпления. След възстановяване на демократичното управление в Атина, срещу него е заведен политически процес, на който го обвиняват, че развращава младежта, както и че отрича официалните богове и въвежда нови. Близостта му с младите хора се тълкува като развращение, макар че той се изказва категорично против популярната по това време в Гърция педофилия.
Сократ не успява да докаже невинността си на скалъпения процес и бива осъден на смърт чрез отравяне с бучиниш. Макар приятелите му да се опитват да го накарат да избяга, той остава твърдо на позицията си, че ако направи това, той ще обезсмисли целия си живот, защото това би значело да се откаже от всичко, което е казвал и в което е вярвал като в безусловна истина.
Сократ бива осъден да изпие чаша с отрова.

### Изпълнение на картината
Картината е поръчана на Давид в началото 1786 г. от неговия близък познат Шарл Мишел Трюден дьо ла Саблер.
Моментът, избран в картината, е моментът, в който Сократ, заобиколен от свои ученици, поема чашата с отрова от палача. За историческите подробности Давид получава информация от елиниста Р. Адри.

## Описание на картината
До голата каменна стена се намира прост креват. На кревата се намира Сократ, който се прощава със своите ученици. На земята са оковите, от които е освободен осъденият на смърт. Палачът, който подава отровата на осъдения е също потресен от случващото се. Платон е потънал в мисли (в действителност в този ден той отсъства), Критон по-открито изразява своите чувства и накрая Аполодор, който изразява своите чувства най-експресивно.